# 凤凰山 (杭州)

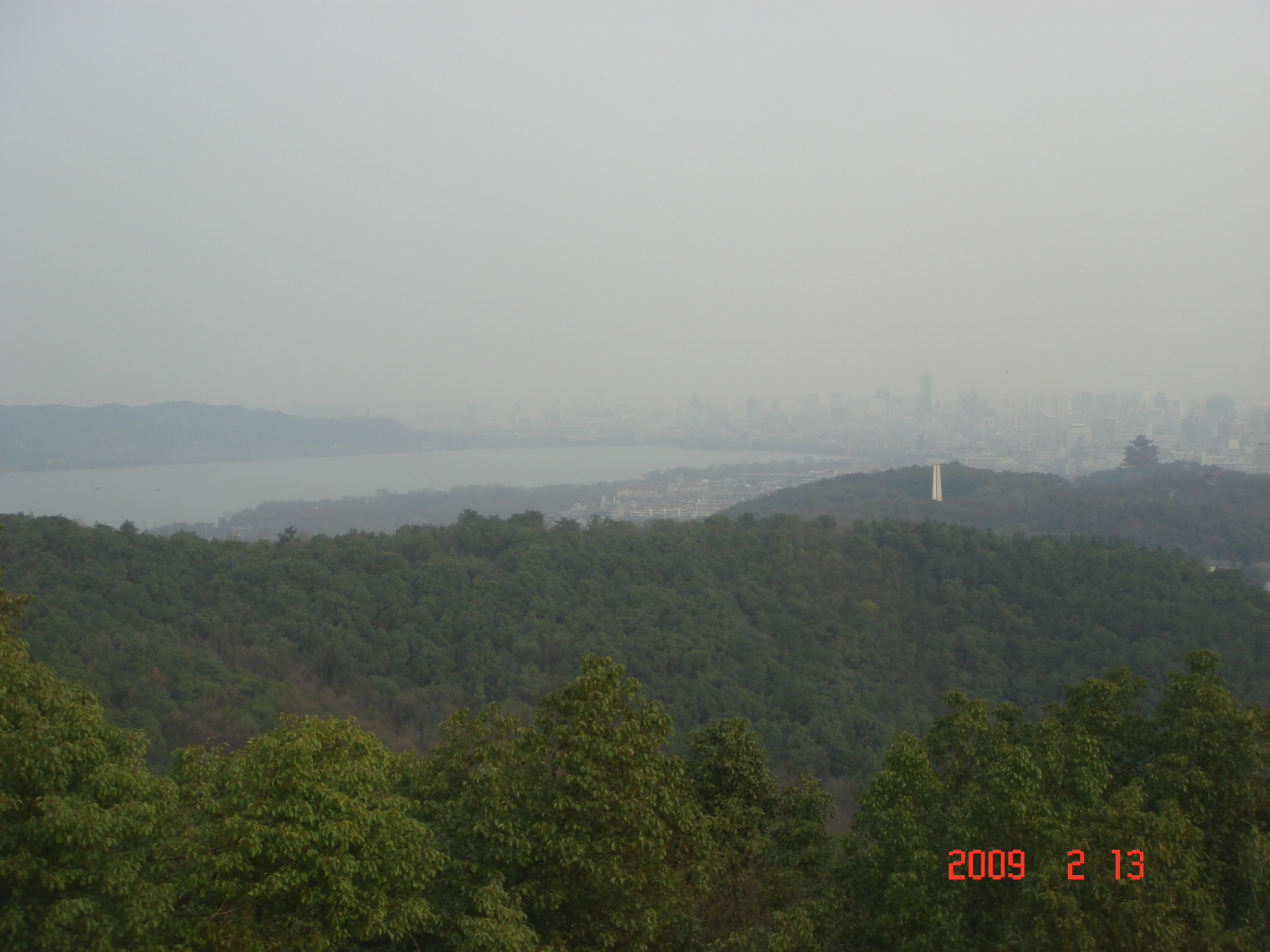
凤凰山顶远眺

凤凰山位于杭州市上城区，主峰海拔178米，北近西湖，南接钱塘江，因「形若飞凤，扑天接地」而得此名。

## 简介
南宋建都杭州后，此地为皇城所在地，兴建殿堂四、楼七、台六、亭十九。还有人造的“小西湖”、“六桥”、“飞来峰”等风景构筑。南宋亡后宫殿改作寺院。元代火灾使得许多建筑成为废墟。现有报国寺、胜果寺、凤凰池、郭公泉等残迹。
凤凰山西北侧是南山路和西湖，东侧则是中河高架和中山南路。著名的万松书院位于山上，北麓有老虎洞南宋官窑窑址。

## 金石

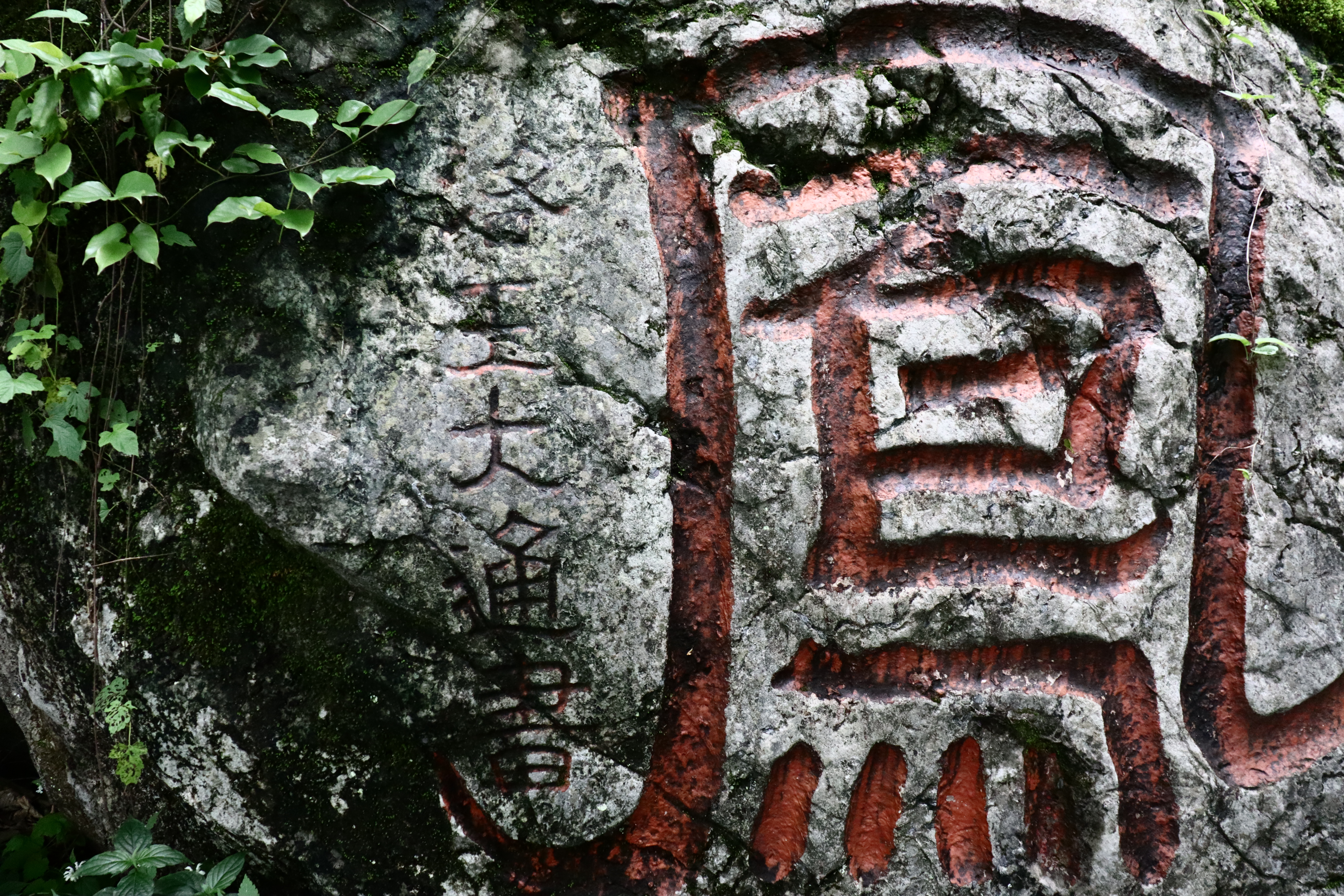
南宋洛阳王大通淳熙十四年丁未书“凤”大字
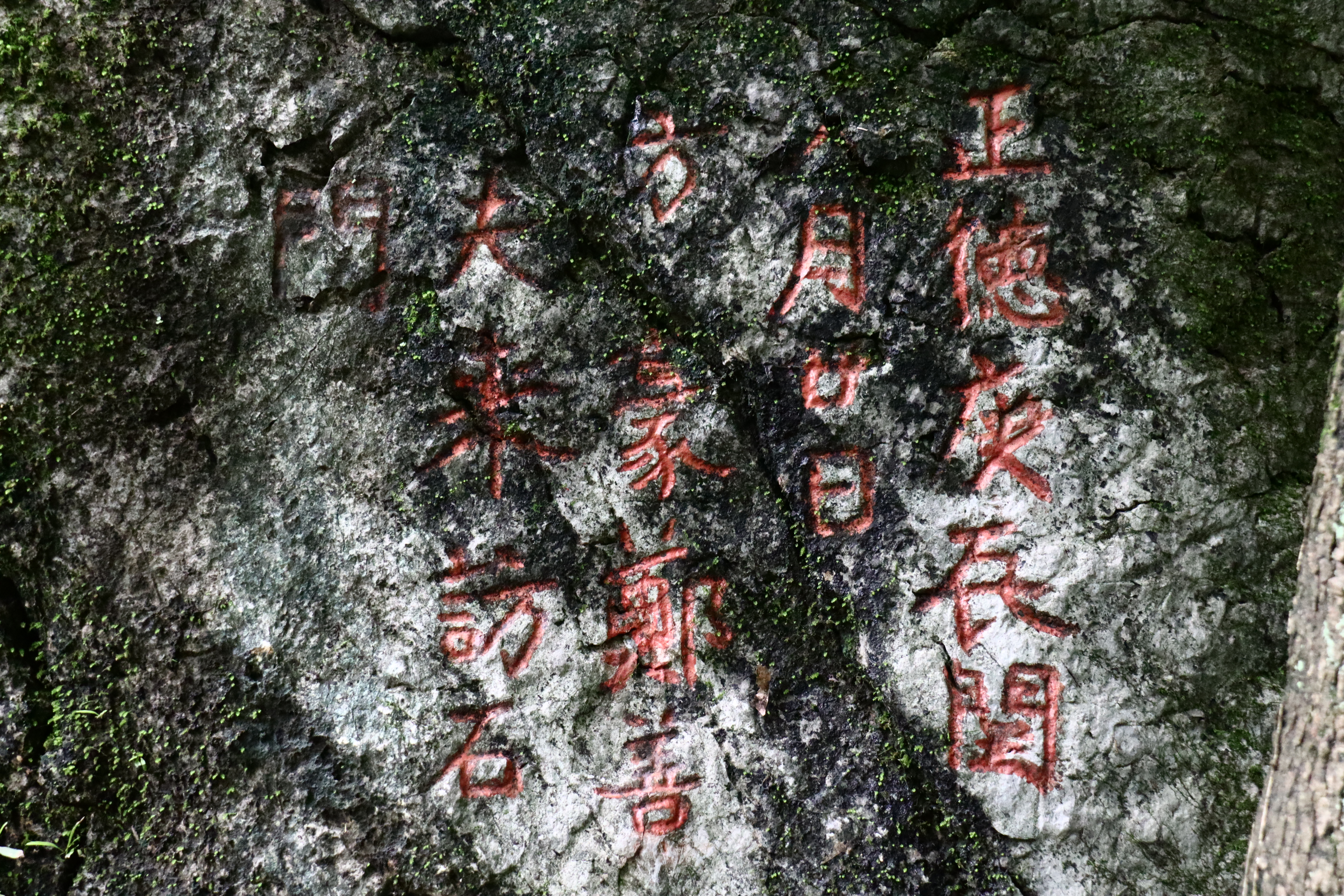
明正德十五年方豪、郑善夫题刻
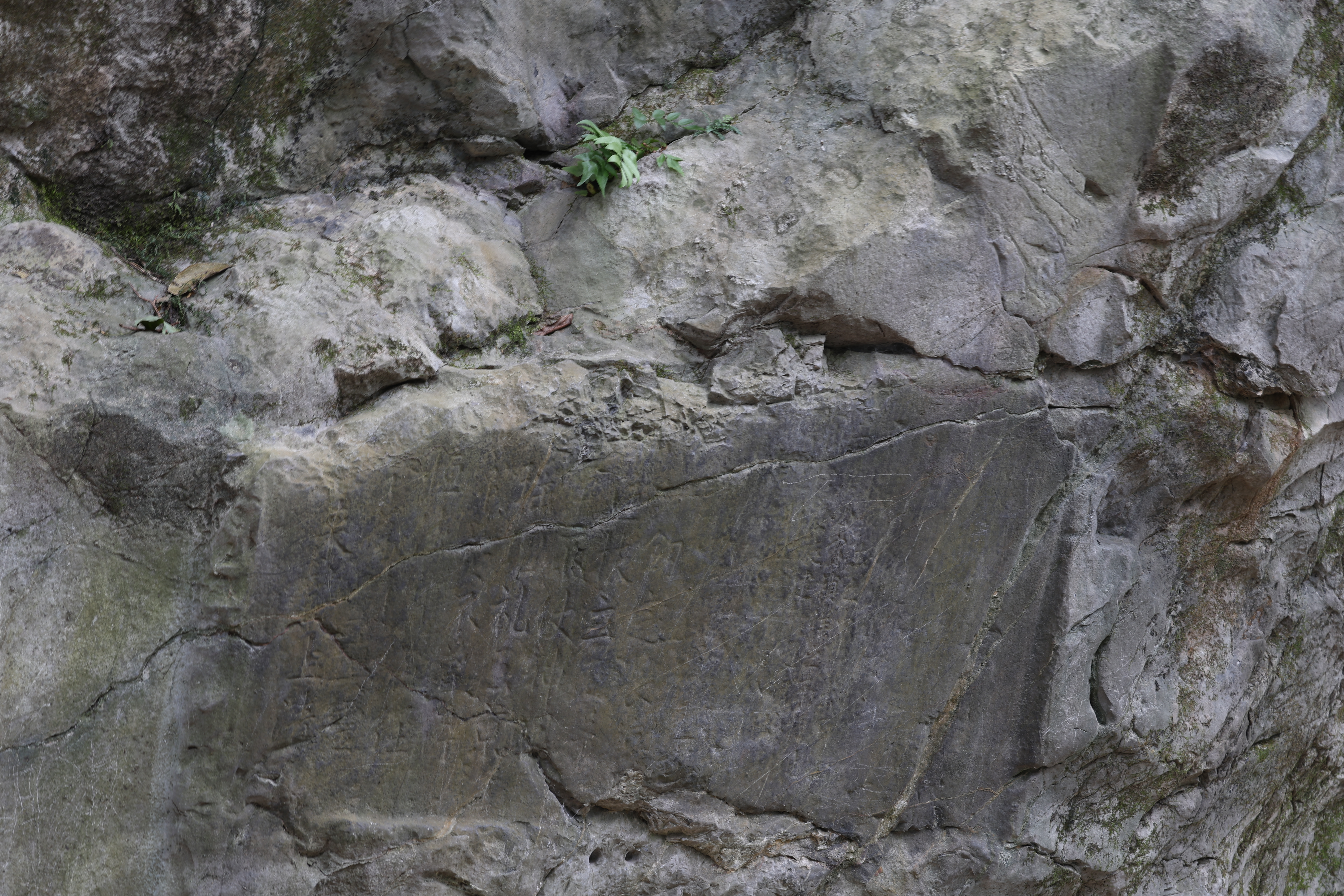
后唐同光年间吴越武肃王排衙石上清宫诗刻（图右侧）
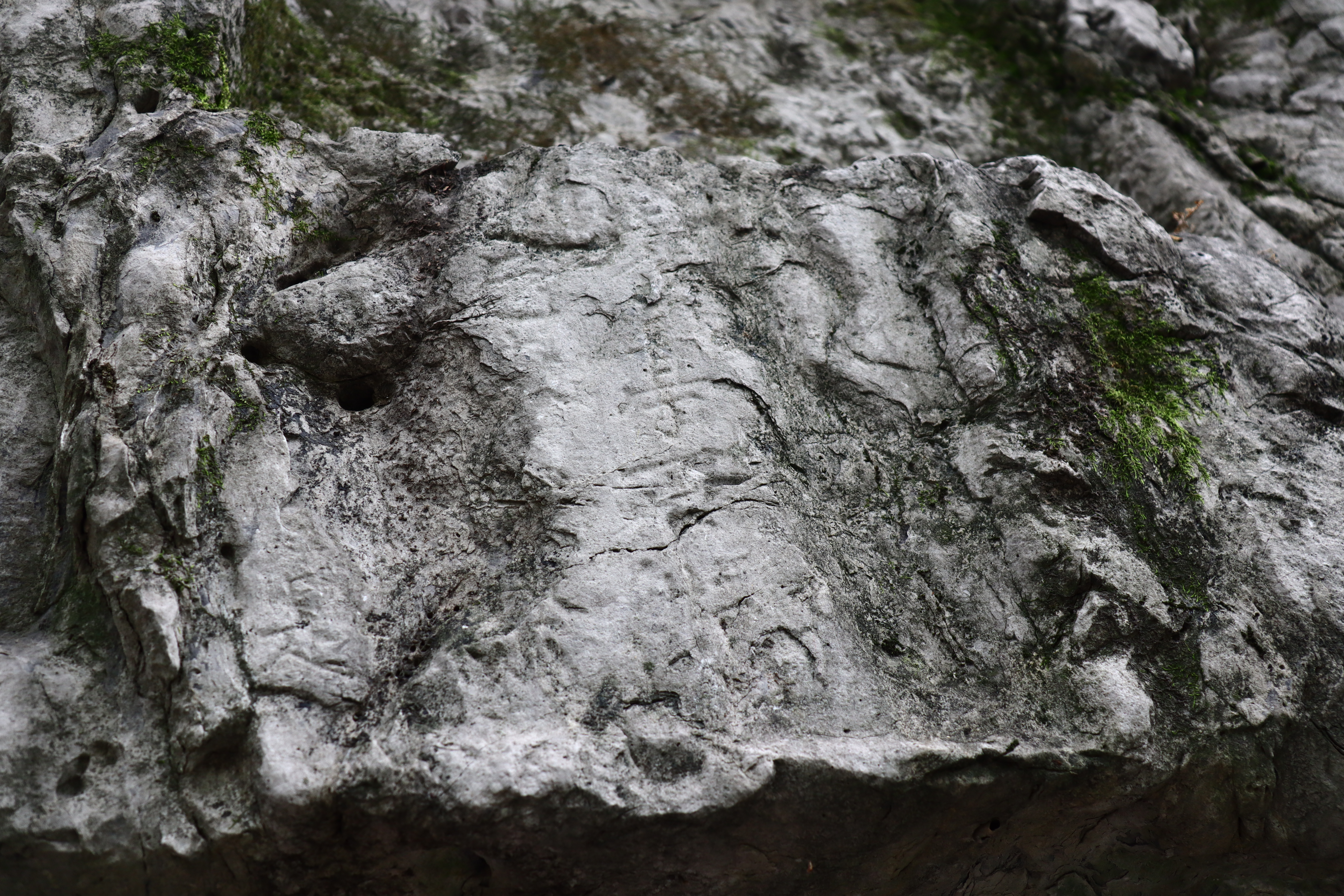
宋神宗元祐中介亭殘題名
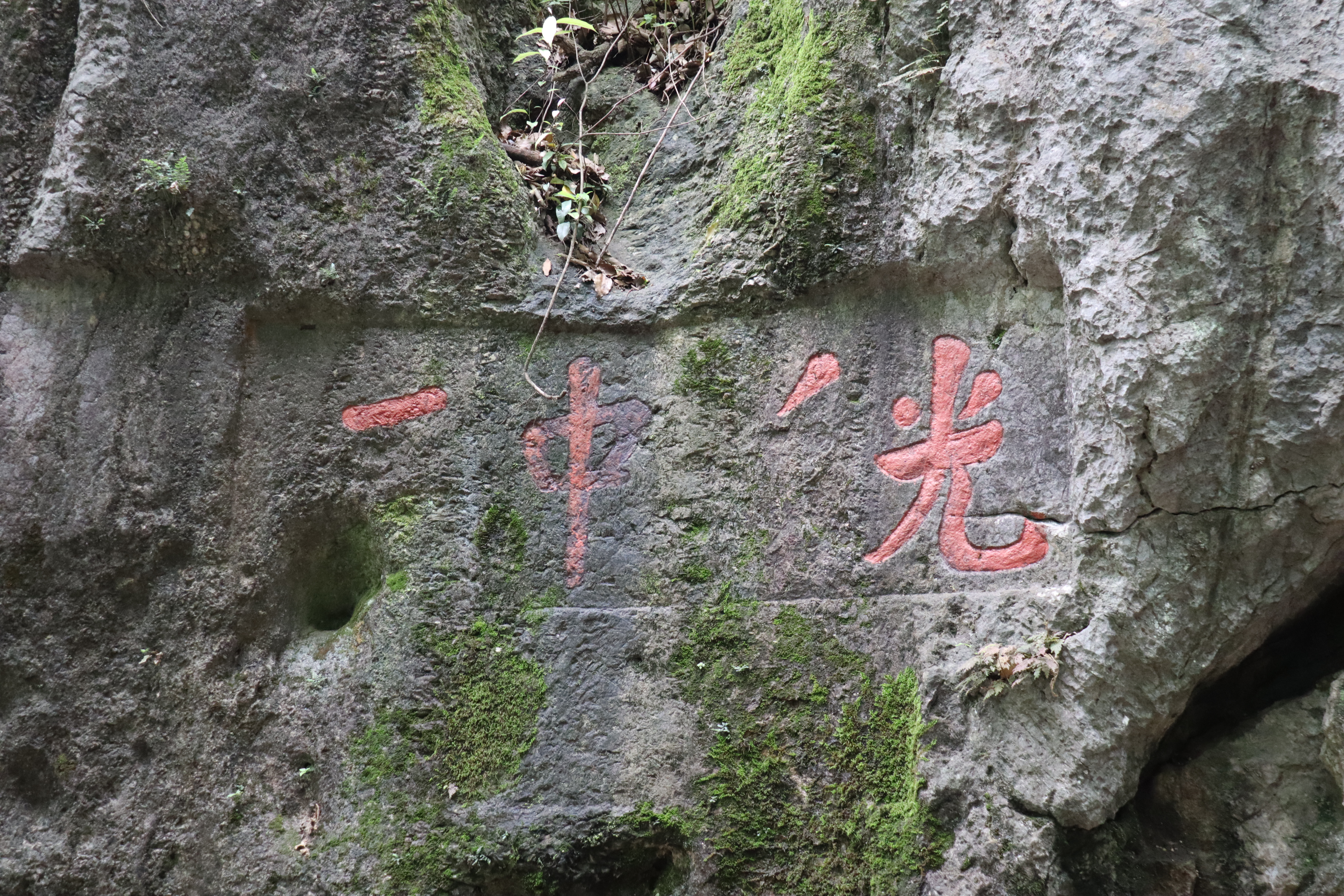
明代蔡寅书光影中天于月岩，此题刻曾被误认为是蔡襄所写。
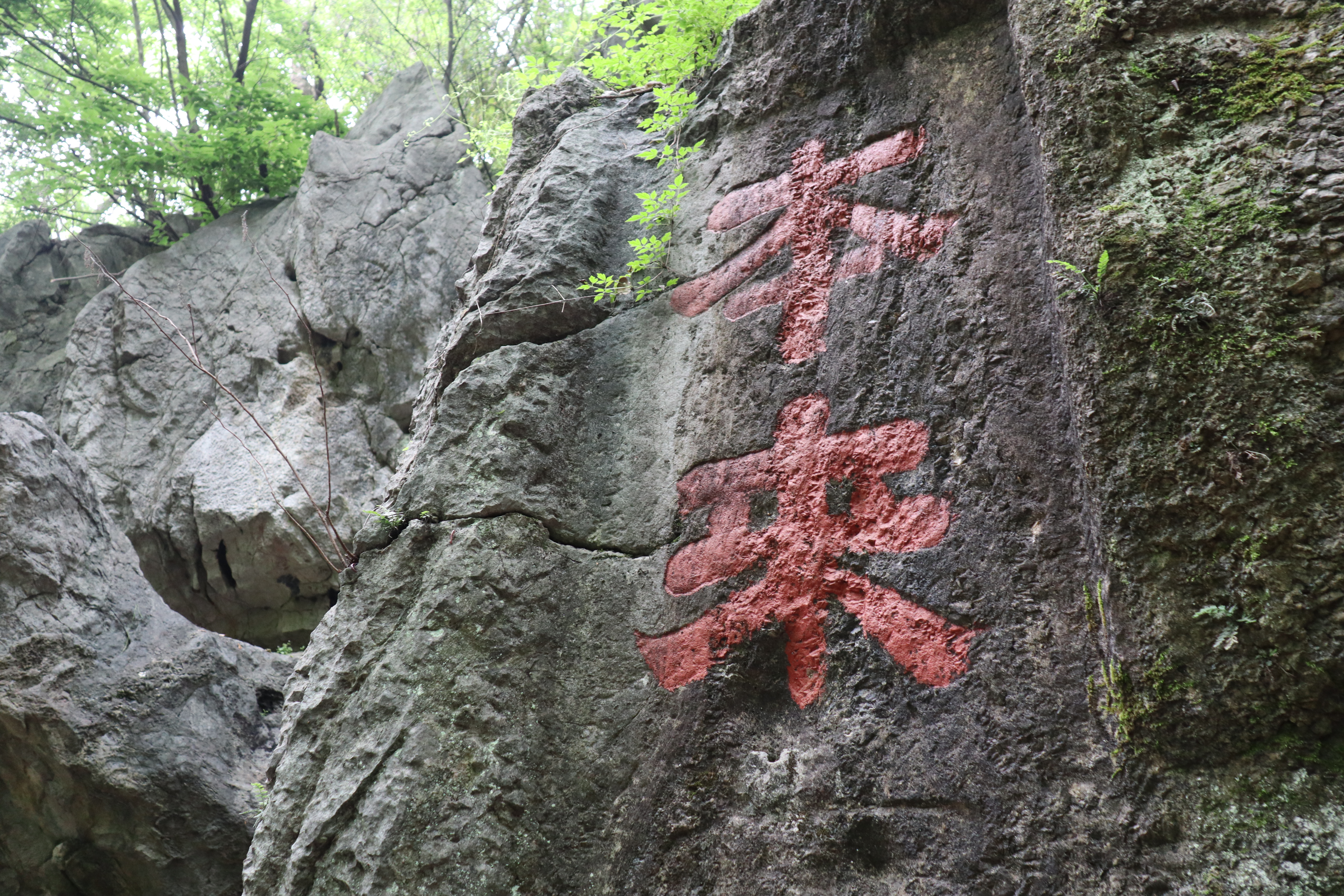
明代胡松“本来面目”隶书四大字，今残存“本来”二字